# Бауэра
Бауэра (лат. Bauera) — род растений семейства Кунониевые (Cunoniaceae). Иногда выделяется в семейство Бауэровые (Baueraceae). Эндемики Австралии. Выращивается как декоративное растение из-за привлекательных розовых цветков и необычных листьев.

## Название
Научное название рода дано в честь австралийских ботаников Фердинанда и Франца Бауэров.

## Биологическое описание
Небольшие или средние кустарники с волосистыми стеблями.
Листья сидячие, супротивные, каждый состоит из трёх листочков.
Цветки обоеполые. Чашелистики в числе 4—10, слабо сросшиеся. Лепестки в числе 4—10, свободные, обратнояйцевидной формы, розового или реже белого цвета. Тычинки в числе более 4, свободные.
Плод — растрескивающаяся коробочка.
Растет круглый год, более активно весной и летом.

## Виды
Род Бауера включает 4 вида:
- Bauera capitata Ser.
- Bauera microphylla Sieber ex DC.
- Bauera rubioides Andrews
- Bauera sessiliflora F.Muell.